# Volvo Open Cup
Volvo Open Cup é uma competição internacional de patinação artística no gelo de níveis sênior, júnior e noviço, sediado na cidade de Riga, Letônia. O evento foi realizado às vezes três vezes em um ano, geralmente janeiro, maio e novembro, e que fez parte do calendário do Challenger Series na temporada 2014–15.

## Edições
| Ano  | Edição | Cidade sede | Sênior | Sênior | Sênior | Sênior | Júnior | Júnior | Júnior | Júnior | Noviço | Noviço | Noviço | Noviço | Ref           |
| Ano  | Edição | Cidade sede | M      | F      | P      | D      | M      | F      | P      | D      | M      | F      | P      | D      | Ref           |
| ---- | ------ | ----------- | ------ | ------ | ------ | ------ | ------ | ------ | ------ | ------ | ------ | ------ | ------ | ------ | ------------- |
| 2009 | 9.ª    | Riga        | —      | —      | —      | —      | —      | —      | —      | —      | —      | —      | —      | —      | [ 1 ]         |
| 2010 | 10.ª   | Riga        | —      | —      | —      | —      | —      | —      | —      | —      | —      | —      | —      | —      | [ 1 ]         |
| 2010 | 11.ª   | Riga        | —      | —      | —      | —      | —      | —      | —      | —      | —      | —      | —      | —      | [ 1 ]         |
| 2010 | 12.ª   | Riga        | —      | —      | —      | —      | —      | —      | —      | —      | —      | —      | —      | —      | [ 2 ]         |
| 2011 | 14.ª   | Riga        | —      | —      | —      | —      | —      | —      | —      | —      | —      | —      | —      | —      | [ 2 ]         |
| 2011 | 15.ª   | Riga        | —      | —      | —      | —      | —      | —      | —      | —      | —      | —      | —      | —      | [ 2 ]         |
| 2011 | 16.ª   | Riga        | —      | —      | —      | —      | —      | —      | —      | —      | —      | —      | —      | —      | [ 3 ]         |
| 2012 | 17.ª   | Riga        | —      | —      | —      | —      | —      | —      | —      | —      | —      | —      | —      | —      | [ 3 ]         |
| 2012 | 18.ª   | Riga        | —      | —      | —      | —      | —      | —      | —      | —      | —      | —      | —      | —      | [ 3 ]         |
| 2012 | 19.ª   | Riga        | —      | —      | —      | —      | —      | —      | —      | —      | —      | —      | —      | —      | [ 4 ]         |
| 2013 | 20.ª   | Riga        | •      | •      | –      | •      | •      | •      | –      | •      | •      | •      | –      | •      | [ 5 ]         |
| 2013 | 21.ª   | Riga        | •      | •      | –      | –      | •      | •      | –      | –      | •      | •      | –      | –      | [ 6 ]         |
| 2013 | 22.ª   | Riga        | •      | •      | –      | •      | •      | •      | –      | •      | •      | •      | –      | •      | [ 7 ]         |
| 2014 | 23.ª   | Riga        | –      | –      | –      | –      | –      | •      | –      | –      | –      | •      | –      | –      | [ 8 ]         |
| 2014 | 24.ª   | Riga        | –      | •      | –      | –      | –      | •      | –      | –      | •      | •      | –      | –      | [ 9 ]         |
| 2014 | 25.ª   | Riga        | •      | •      | •      | •      | •      | •      | •      | •      | •      | •      | •      | •      | [ 10 ] [ 11 ] |
| 2015 | 26.ª   | Riga        | –      | –      | –      | –      | –      | •      | –      | –      | •      | •      | –      | –      | [ 12 ]        |
| 2015 | 27.ª   | Riga        | •      | •      | •      | •      | •      | •      | •      | •      | •      | •      | •      | •      | [ 13 ]        |
| 2015 | 28.ª   | Riga        | •      | •      | –      | •      | •      | •      | •      | •      | •      | •      | –      | •      | [ 14 ]        |
| 2016 | 29.ª   | Riga        | –      | •      | –      | –      | •      | •      | –      | –      | •      | •      | –      | –      | [ 15 ]        |
| 2016 | 30.ª   | Riga        | •      | •      | –      | –      | –      | •      | –      | –      | •      | •      | –      | –      | [ 16 ]        |
| 2016 | 31.ª   | Riga        | •      | •      | •      | •      | •      | •      | •      | •      | •      | •      | –      | •      | [ 17 ] [ 18 ] |
| 2017 | 32.ª   | Riga        | –      | •      | –      | –      | •      | •      | –      | –      | •      | •      | –      | –      | [ 19 ]        |
| 2017 | 33.ª   | Riga        | –      | –      | –      | –      | •      | •      | –      | –      | –      | •      | –      | –      | [ 20 ]        |
| 2017 | 34.ª   | Riga        | •      | •      | •      | •      | •      | •      | •      | •      | •      | •      | •      | •      | [ 21 ]        |

Legenda
- Parte do Challenger Series ISU
- –  Evento não disputado neste ano
- –  Informações desconhecidas